# توروک‌کپانی
توروک‌کپانی (به مجاری:  Törökkoppány) یک سکونتگاه مسکونی در مجارستان است که در شومودی واقع شده‌است.